# Künstliche DNA

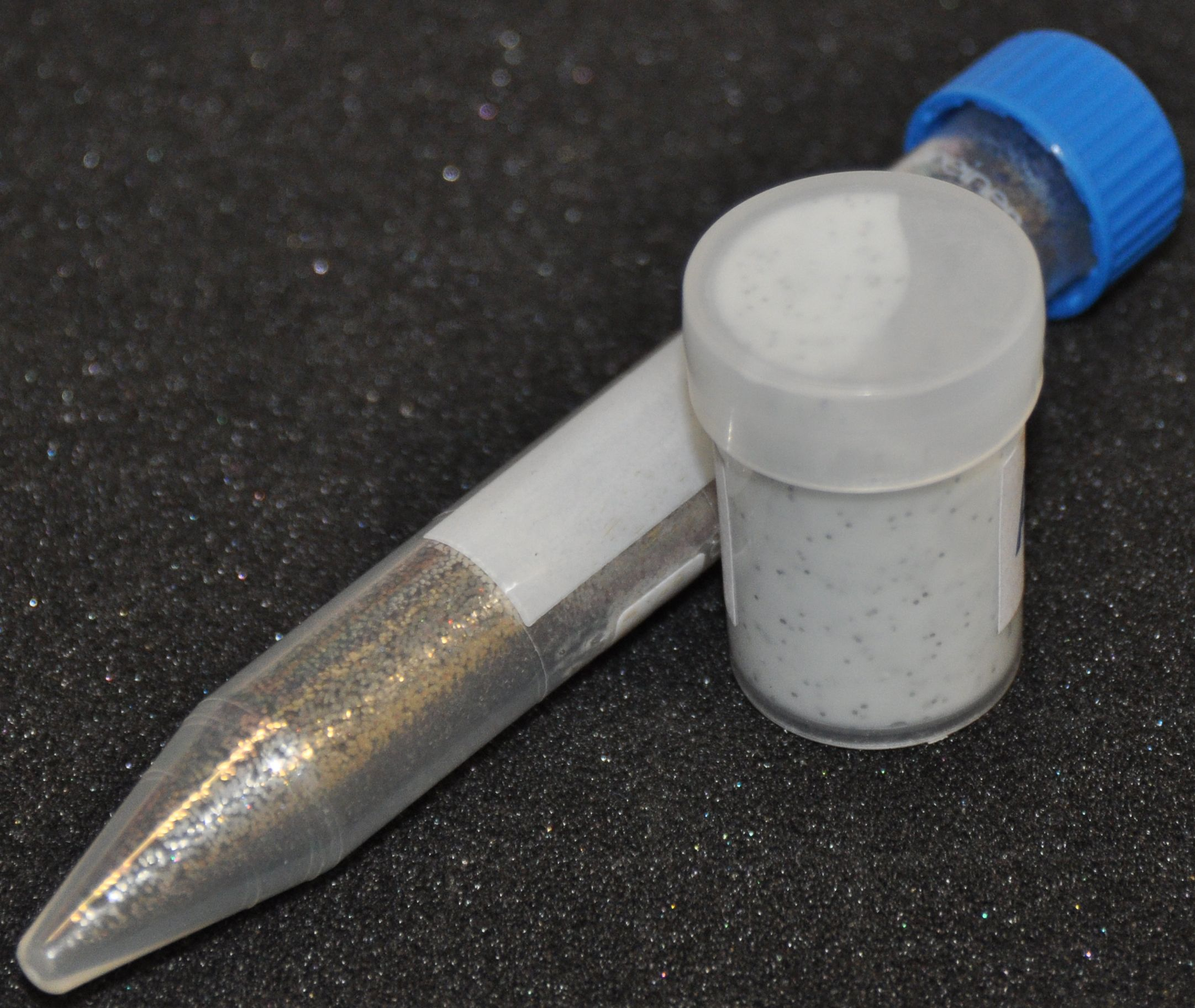
kDNA-Probe bei Tageslicht

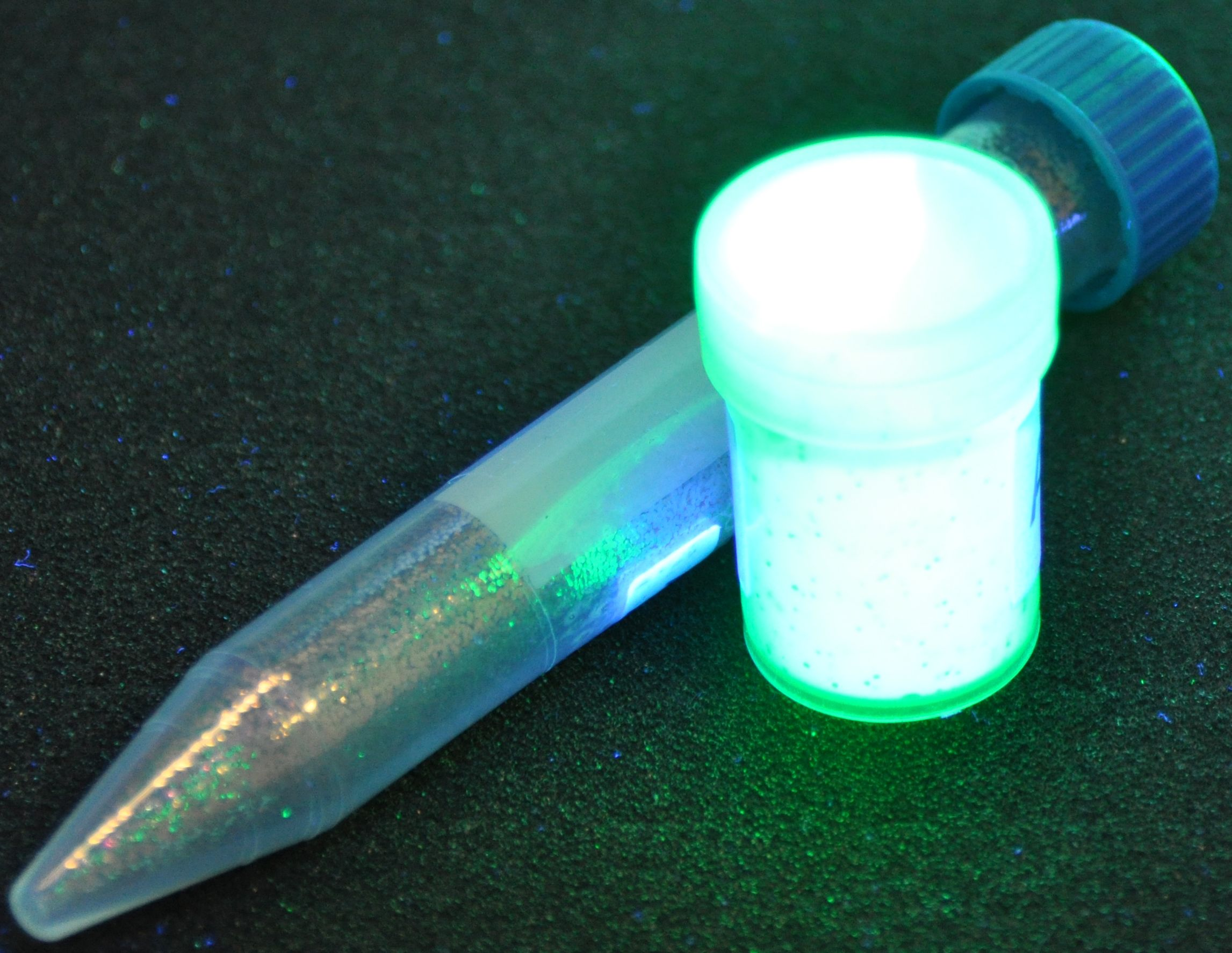
kDNA-Probe bei UV-Licht

Künstliche DNA (auch synthetische DNA) bezeichnet DNA, die nicht natürlich vorkommt. Sie kann durch verschiedene Methoden der DNA-Synthese erzeugt werden, wie die Phosphoramidit-Synthese (bei Oligonukleotiden), die Polymerasekettenreaktion (bei Polynukleotiden mit existierender Vorlage) oder die künstliche Gensynthese (bei Polynukleotiden ohne existierende Vorlage). Zur künstlichen DNA gehören neben naturidentischer synthetischer DNA auch synthetische DNA-Analoga wie beispielsweise LNA und PNA. Ebenso werden synthetische Desoxyribozyme zu künstlicher DNA gerechnet.

## Anwendungen
Synthetische DNA wird zu Zwecken der Forschung oder der DNA-Eigentumsmarkierung eingesetzt. Außerdem wird am Einsatz künstlicher DNA als Speichermedium geforscht.

## Regulierung
Der Bereich ist nur wenig reguliert. In den USA gibt es seit 2010 freiwillige Vorgaben des International Gene Synthesis Consortium. Diesen Regeln unterwerfen sich ca. 80 % der Firmen. Es sind aber Bestrebungen zu sehen, stärkere Regeln vorzugeben (Securing Gene Synthesis Act). Hintergrund ist, dass 2017 ein kanadischer Forscher demonstrierte, wie er nur durch Bestellungen von DNA-Sequenzen bei entsprechenden Firmen einen Pferdepocken-Virus bauen konnte.